# Februar 1980
Portal Geschichte | Portal Biografien | Aktuelle Ereignisse | Jahreskalender | Tagesartikel

◄ |
19. Jahrhundert |
20. Jahrhundert
| 21. Jahrhundert

◄ |
1950er |
1960er |
1970er |
1980er
| 1990er | 2000er | 2010er | ►

◄ |
1976 |
1977 |
1978 |
1979 |
1980
| 1981 | 1982 | 1983 | 1984 | ►

◄ |
November 1979 |
Dezember 1979 |
Januar 1980 |
Februar 1980 |
März 1980 |
April 1980 |
Mai 1980 |
►
Dieser Artikel behandelt aktuelle Nachrichten und Ereignisse im Februar 1980.

## Tagesgeschehen

### Freitag, 1. Februar 1980
- Ispáster/Spanien: In der Provinz Bizkaia sterben bei einem Feuergefecht zwischen Beamten der paramilitärischen Polizeieinheit Guardia Civil und Mitgliedern der Terrororganisation ETA sechs Polizisten und zwei der Angreifer.[1]

### Mittwoch, 6. Februar 1980
- Karlsruhe/Deutschland: In einem Beschluss stellt das Bundesverfassungsgericht die Vereinbarkeit der Nutzung von Kernenergie zu nicht-militärischen Zwecken mit dem Grundgesetz fest. Im Gegensatz zu einem Spruch des Oberverwaltungsgerichts in Koblenz erklären die Richter außerdem, dass Privatpersonen tatsächlich die Möglichkeit haben, gegen den Bau von Kernkraftwerken mit Rechtsbehelfen vorzugehen, im konkreten Fall gegen den Bau des Kernkraftwerks Mülheim-Kärlich, der im Januar 1975 genehmigt wurde.[2]

### Mittwoch, 13. Februar 1980

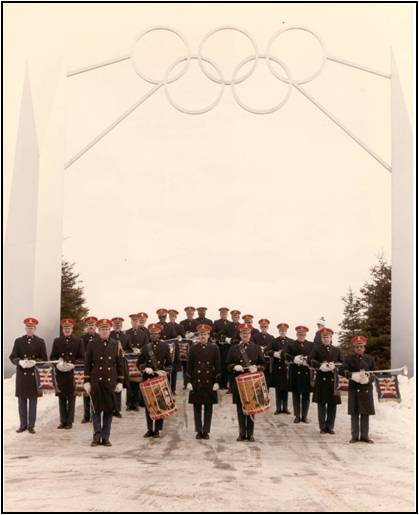
Beginn der Olympischen Winterspiele

- Lake Placid/Vereinigte Staaten: Die XIII. Olympischen Winterspiele werden eröffnet. 1.800 Sportler sind zu den Wettbewerben angemeldet, unter ihnen befinden sich erstmals bei Olympischen Winterspielen auch Athleten aus der Volksrepublik China.[3]

### Samstag, 16. Februar 1980

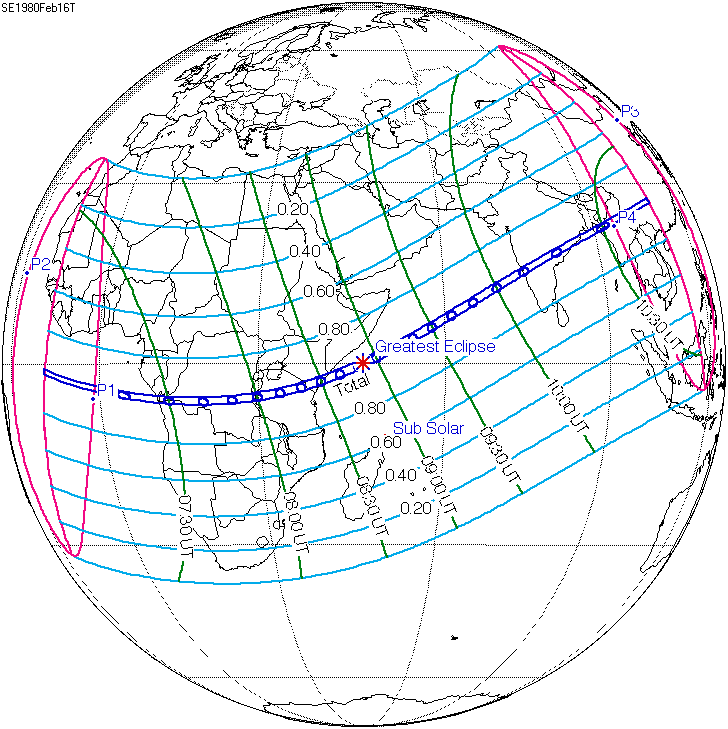
Blau: Der Weg des Kernschatten des Mondes

- Afrika: Bei der totalen Sonnenfinsternis trifft der Kernschatten des Mondes mit 248 Sekunden rund 200 km östlich von Somalia im Indischen Ozean am längsten auf die Erdoberfläche. Die komplette Verdeckung der Sonne durch den Mond ließ sich zuvor von fünf afrikanischen Ländern aus beobachten, zunächst in Angola und zuletzt in Kenia. Später trifft der Schatten auf Indien und China.[4]

### Sonntag, 17. Februar 1980
- San Salvador/El Salvador: Erzbischof Óscar Romero bittet den Präsidenten der Vereinigten Staaten Jimmy Carter in einem offenen Brief, die Militärhilfe der USA zur Aufrechterhaltung der Diktatur der Revolutionären Junta der Regierung El Salvadors mit ihrer Führungsperson José Napoleón Duarte einzustellen.[5]

### Montag, 18. Februar 1980

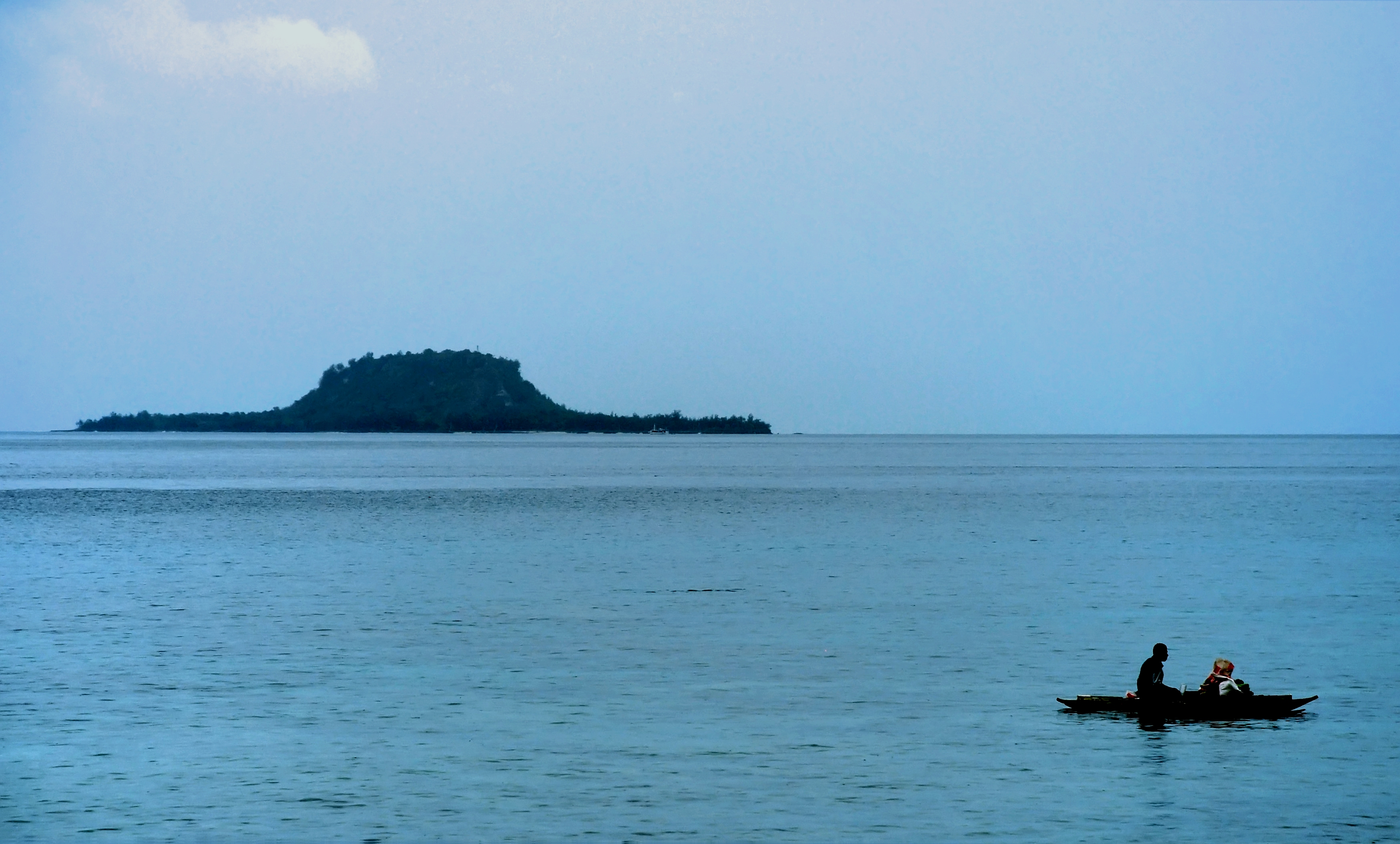
Insel Eretoka, Neue Hebriden

- Berlin/Deutschland: Die 30. Internationalen Filmfestspiele Berlin beginnen. Im Vorfeld wurden zwei Filme aus dem Programm genommen, die den sowjetischen Offiziellen nicht zusagten. Direktor Moritz de Hadeln verteidigt die Herausnahme, weil er anderenfalls kein Festival veranstalten könne, an dem sich sowohl kapitalistische als auch sozialistische Länder beteiligen.[6]
- Port Vila/Neue Hebriden: Die als „Neue Hebriden“ von Frankreich und dem Vereinigten Königreich gemeinsam verwalteten Inseln im Pazifik zwischen Australien und Fidschi erklären sich zum souveränen Staat. Der Landesname soll Ripablik Blong Vanuatu (deutsch Republik Vanuatu) lauten. Frankreich und das Vereinigte Königreich gaben in der Angelegenheit noch keine endgültige Erklärung ab.[7]
- Warschau/Polen: Nach gut neun Jahren im Amt wird Ministerpräsident Piotr Jaroszewicz von der Vereinigten Arbeiterpartei durch seinen Parteikollegen Edward Babiuch ersetzt.[8]

### Donnerstag, 21. Februar 1980
- Lake Placid/Vereinigte Staaten: Im olympischen Riesenslalom der Frauen holt die Liechtensteinerin Hanni Wenzel das erste olympische Gold für ihr Heimatland, seit dieses an Olympischen Sommer- oder Winterspielen teilnimmt.[9]

### Freitag, 22. Februar 1980
- Berlin/Deutschland: Suzanne von Borsody und Edda Seippel werden als beste Schauspielerinnen mit der Goldenen Kamera ausgezeichnet.[10]

### Samstag, 23. Februar 1980
- Parwan/Afghanistan: Im Afghanistankrieg führen ein Feuer und eine Explosion im Straßentunnel durch den Salangpass den Tod von 16 Soldaten der Roten Armee der Sowjetunion herbei.[11]

### Sonntag, 24. Februar 1980

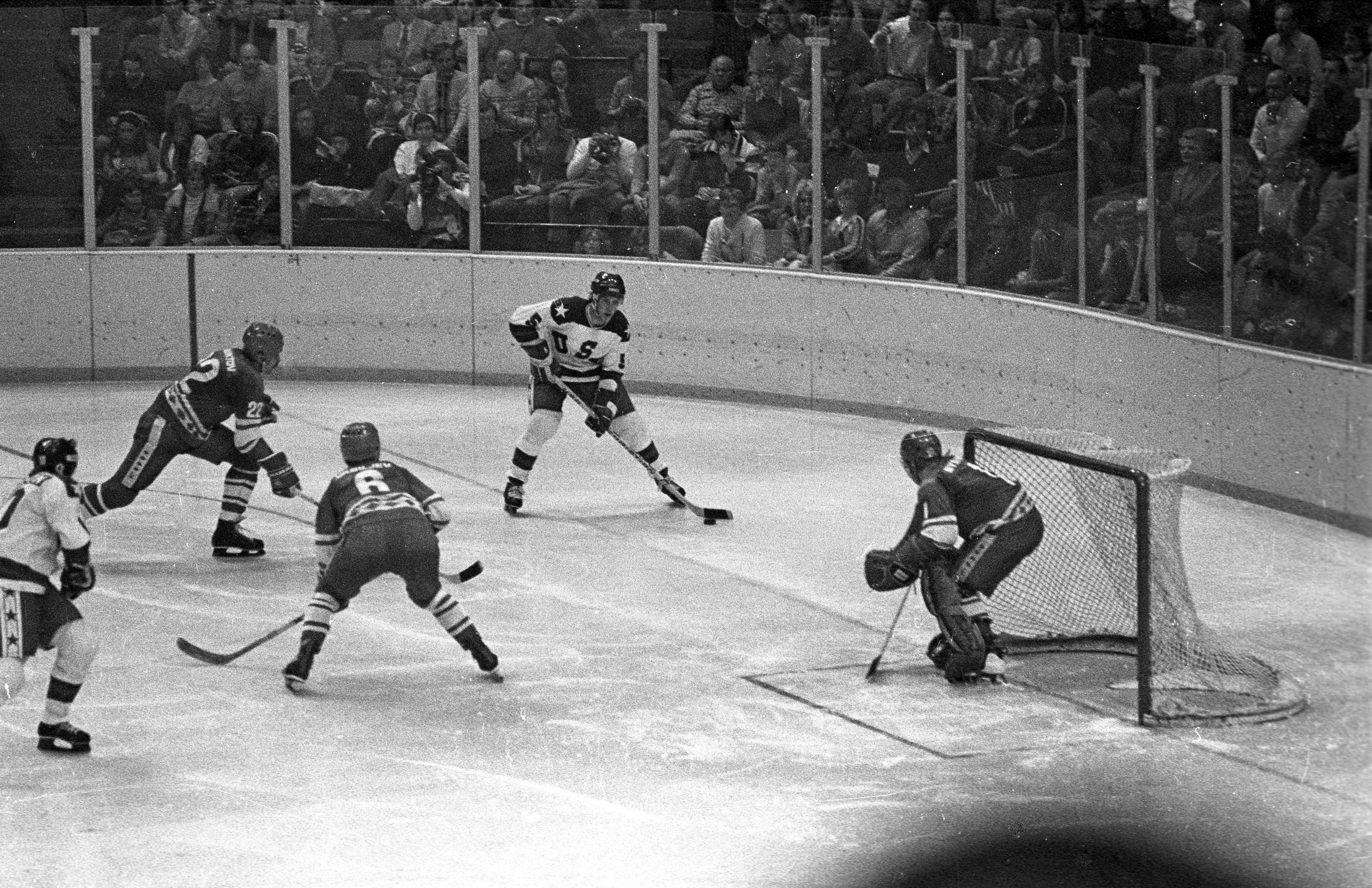
Die USA (weiße Trikots) gewinnen olympisches Gold im Eishockey

- Lake Placid/Vereinigte Staaten: Die XIII. Olympischen Winterspiele sind beendet. Erfolgreichste Nation ist die DDR mit 23 Medaillen, sieben Medaillen gehen nach Österreich, fünf jeweils in die BRD und in die Schweiz, vier nach Liechtenstein. Die gastgebende Nation USA belegt im Medaillenspiegel Rang 3.[12]

### Montag, 25. Februar 1980
- Paramaribo/Suriname: Leutnant Desiré Bouterse und 15 weitere Angehörige der Streitkräfte Surinames putschen erfolgreich gegen die demokratisch gewählte Regierung unter Henck A. E. Arron. In dem südamerikanischen Land, das vor rund viereinhalb Jahren seine Unabhängigkeit erlangte, liegt die Arbeitslosenquote bei über 30 %. Die wirtschaftliche Dauerkrise findet ihren Ausdruck u. a. in einer Auswanderungswelle, die bereits in den 1960er Jahren einsetzte.[13]

### Mittwoch, 27. Februar 1980
- Los Angeles/Vereinigte Staaten: Bei den 22. Grammy Awards wird u. a. der Italiener Luciano Pavarotti für seine Interpretation des Klassikers 'O sole mio ausgezeichnet. Der 1930 im Deutschen Reich geborene Claus Ogerman erhält für die Bearbeitung des Titels Soulful Strut den Preis für das beste instrumentelle Arrangement.[14]

### Donnerstag, 28. Februar 1980

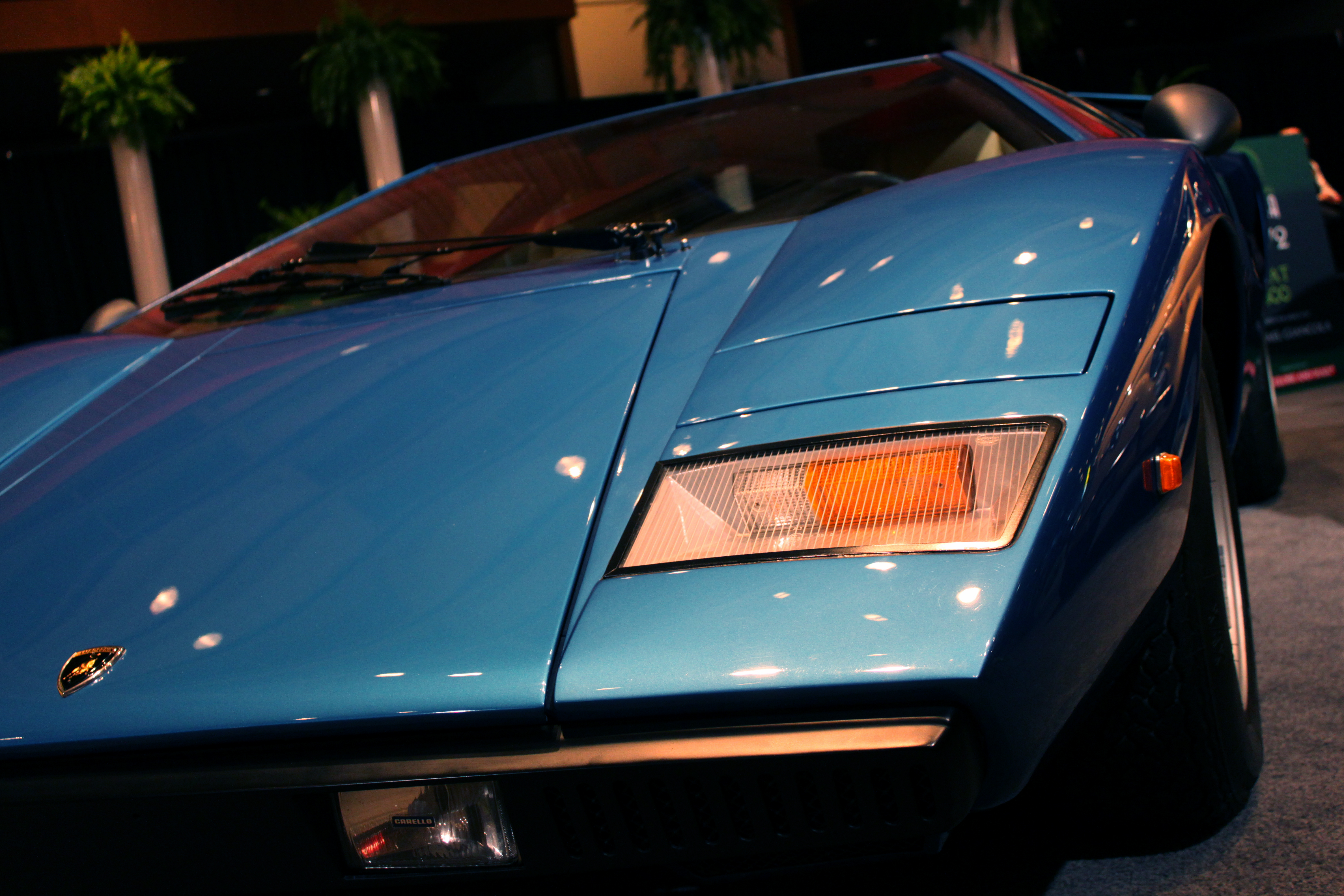
Lamborghini Countache

- Paris/Frankreich: Die Zeitung Le Monde berichtet, dass der Ministerpräsident der Tunesischen Republik Hédi Nouira am 26. Februar eine Hirnblutung erlitt und von Tunis nach Paris transportiert wurde, wo er im Hôpital de la Pitié-Salpêtrière behandelt wird.[15]
- Sant’Agata Bolognese/Italien: Der Sportwagenhersteller Automobili Ferruccio Lamborghini meldet Insolvenz an.[16]

### Freitag, 29. Februar 1980
- Berlin/Deutschland: Die Jury der 30. Internationalen Filmfestspiele Berlin zeichnet die Filme Heartland von Regisseur Richard Pearce und Palermo oder Wolfsburg von Werner Schroeter als beste Beiträge des Festivals mit dem Goldenen Bären aus.[17]

## Weblinks

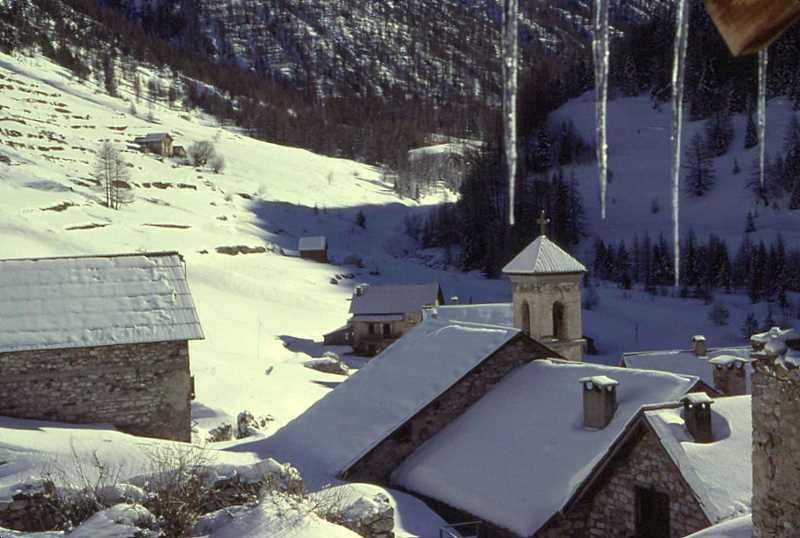
Frankreich im Februar 1980